# Dwars door Vlaanderen 2023
Dwars door Vlaanderen 2023 var den 77. udgave af det belgiske cykelløb Dwars door Vlaanderen . Det 183,7 km lange linjeløb blev kørt den 29. marts 2023 med start i Roeselare og mål i Waregem i Vestflandern. Løbet var trettende arrangement på UCI World Tour 2023.
For anden gang på fire dage vandt franske Christophe Laporte fra Team Jumbo-Visma et stort belgisk World Tour-brostensløb efter sin sejr ved Gent-Wevelgem. Med omkring fem km tilbage af løbet kørte han fra konkurrenterne, og kom med et forspring på 15 sekunder alene til mål. Movistar Teams Oier Lazkano kom ind på andenpladsen, mens Neilson Powless rundede podiet af.

## Resultat
| \| Samlede stilling \| Samlede stilling \| Samlede stilling \| Samlede stilling \| Samlede stilling \| \| Rytter \| Rytter \| Hold \| Tid \| \| \| ---------------- \| ------------------ \| --------------------- \| ---------------- \| ---------------- \| \| 1. \| Christophe Laporte \| Jumbo-Visma \| 4t 06' 20" \| \| \| 2. \| Oier Lazkano \| Movistar Team \| + 15" \| \| \| 3. \| Neilson Powless \| EF Education-EasyPost \| + 15" \| \| \| 4. \| Jasper Philipsen \| Alpecin-Deceuninck \| + 15" \| \| \| 5. \| Mads Pedersen \| Trek-Segafredo \| + 15" \| \| \| 6. \| Arnaud De Lie \| Lotto Dstny \| + 15" \| \| \| 7. \| Davide Ballerini \| Soudal Quick-Step \| + 15" \| \| \| 8. \| Andrea Pasqualon \| Bahrain Victorious \| + 15" \| \| \| 9. \| Guillaume Boivin \| Israel-Premier Tech \| + 15" \| \| \| 10. \| Nils Politt \| Bora-Hansgrohe \| + 15" \| \| |                    |                       |            |
| |                    |                       |            |
| Kilde: ProCyclingStats |                    |                       |            |
| Samlede stilling |                    |                       |            |
| Rytter | Rytter             | Hold                  | Tid        |
| 1. | Christophe Laporte | Jumbo-Visma           | 4t 06' 20" |
| 2. | Oier Lazkano       | Movistar Team         | + 15"      |
| 3. | Neilson Powless    | EF Education-EasyPost | + 15"      |
| 4. | Jasper Philipsen   | Alpecin-Deceuninck    | + 15"      |
| 5. | Mads Pedersen      | Trek-Segafredo        | + 15"      |
| 6. | Arnaud De Lie      | Lotto Dstny           | + 15"      |
| 7. | Davide Ballerini   | Soudal Quick-Step     | + 15"      |
| 8. | Andrea Pasqualon   | Bahrain Victorious    | + 15"      |
| 9. | Guillaume Boivin   | Israel-Premier Tech   | + 15"      |
| 10. | Nils Politt        | Bora-Hansgrohe        | + 15"      |

## Hold og ryttere
| UCI WorldTeams (18)- AG2R Citroën Team - Alpecin-Deceuninck - Astana Qazaqstan Team - Bahrain Victorious - Bora-Hansgrohe - Cofidis - EF Education-EasyPost - Groupama-FDJ - Ineos Grenadiers - Intermarché-Circus-Wanty - Jumbo-Visma - Movistar Team - Soudal Quick-Step - Arkéa-Samsic - Team DSM - Team Jayco AlUla - Trek-Segafredo - UAE Team Emirates UCI ProTeams (7)- Bingoal WB - Israel-Premier Tech - Lotto Dstny - Q36.5 Pro Cycling Team - Team Flanders-Baloise - TotalEnergies - Uno-X Pro Cycling Team |
| |

### Danske ryttere
| Danske ryttere på startlisten |                    |                        |           |
| Rygnummer                     | Rytter             | Hold                   | Placering |
| 53                            | Mikkel Bjerg       | UAE Team Emirates      | 37        |
| 86                            | Casper Pedersen    | Soudal Quick-Step      | 63        |
| 101                           | Mads Pedersen      | Trek-Segafredo         | 5         |
| 114                           | Mikkel Honoré      | EF Education-EasyPost  | 22        |
| 133                           | Mathias Norsgaard  | Movistar Team          | 46        |
| 202                           | Louis Bendixen     | Uno-X Pro Cycling Team | 82        |
| 204                           | William Blume Levy | Uno-X Pro Cycling Team | 110       |

* DNS = stillede ikke til start

* DNF = gennemførte ikke

### Startliste
| Alpecin-Deceuninck ADC | Alpecin-Deceuninck ADC      | Alpecin-Deceuninck ADC |
| ---------------------- | --------------------------- | ---------------------- |
| Nr.                    | Rytter                      | Placering              |
| 1                      | Jasper Philipsen (BEL)      | 4.                     |
| 2                      | Quinten Hermans (BEL)       | 30.                    |
| 3                      | Dries De Bondt (BEL)        | 58.                    |
| 4                      | Edward Planckaert (BEL)     | 31.                    |
| 5                      | Robbe Ghys (BEL)            | 120.                   |
| 6                      | Ramon Sinkeldam (NED)       | 64.                    |
| 7                      | Fabio Van den Bossche (BEL) | 133.                   |

| AG2R Citroën Team ACT | AG2R Citroën Team ACT     | AG2R Citroën Team ACT |
| --------------------- | ------------------------- | --------------------- |
| Nr.                   | Rytter                    | Placering             |
| 11                    | Greg Van Avermaet (BEL)   | 89.                   |
| 12                    | Pierre Gautherat (FRA)    | DNF                   |
| 13                    | Lawrence Naesen (BEL)     | DNF                   |
| 14                    | Oliver Naesen (BEL)       | 84.                   |
| 15                    | Damien Touzé (FRA)        | 90.                   |
| 16                    | Valentin Retailleau (FRA) | 136.                  |
| 17                    | Stan Dewulf (BEL)         | 13.                   |

| Astana Qazaqstan Team AST | Astana Qazaqstan Team AST        | Astana Qazaqstan Team AST |
| ------------------------- | -------------------------------- | ------------------------- |
| Nr.                       | Rytter                           | Placering                 |
| 21                        | Igor Tjzhan (KAZ)                | DNF                       |
| 22                        | Jevgenij Giditj (KAZ) (landevej) | DNF                       |
| 23                        | Jevgenij Fedorov (KAZ)           | 100.                      |
| 24                        | Dmitrij Gruzdev (KAZ)            | 119.                      |
| 25                        | Nurbergen Nurlykhassym (KAZ)     | DNF                       |
| 26                        | Martin Laas (EST)                | DNF                       |
| 27                        | Gleb Syritsa                     | 99.                       |

| Bora-Hansgrohe BOH | Bora-Hansgrohe BOH           | Bora-Hansgrohe BOH |
| ------------------ | ---------------------------- | ------------------ |
| Nr.                | Rytter                       | Placering          |
| 31                 | Nils Politt (GER) (landevej) | 10.                |
| 32                 | Shane Archbold (NZL)         | DNF                |
| 33                 | Patrick Gamper (AUT)         | 117.               |
| 34                 | Marco Haller (AUT)           | 44.                |
| 35                 | Jonas Koch (GER)             | 75.                |
| 36                 | Danny van Poppel (NED)       | 18.                |
| 37                 | Jordi Meeus (BEL)            | 37.                |

| Bahrain Victorious TBV | Bahrain Victorious TBV | Bahrain Victorious TBV |
| ---------------------- | ---------------------- | ---------------------- |
| Nr.                    | Rytter                 | Placering              |
| 41                     | Andrea Pasqualon (ITA) | 8.                     |
| 42                     | Matevž Govekar (SLO)   | DNF                    |
| 43                     | Filip Maciejuk (POL)   | 70.                    |
| 44                     | Kamil Gradek (POL)     | DNF                    |
| 45                     | Dušan Rajović (SRB)    | 55.                    |
| 46                     | Cameron Scott (AUS)    | 116.                   |
| 47                     | Fred Wright (GBR)      | 19.                    |

| UAE Team Emirates UAD | UAE Team Emirates UAD      | UAE Team Emirates UAD |
| --------------------- | -------------------------- | --------------------- |
| Nr.                   | Rytter                     | Placering             |
| 51                    | Pascal Ackermann (GER)     | DNF                   |
| 52                    | Sjoerd Bax (NED)           | 72.                   |
| 53                    | Mikkel Bjerg (DEN)         | 37.                   |
| 54                    | Ryan Gibbons (RSA)         | 107.                  |
| 55                    | Vegard Stake Laengen (NOR) | 79.                   |
| 56                    | Matteo Trentin (ITA)       | 17.                   |
| 57                    | Tim Wellens (BEL)          | 42.                   |

| Jumbo-Visma TJV | Jumbo-Visma TJV          | Jumbo-Visma TJV |
| --------------- | ------------------------ | --------------- |
| Nr.             | Rytter                   | Placering       |
| 61              | Edoardo Affini (ITA)     | DNF             |
| 62              | Tiesj Benoot (BEL)       | 26.             |
| 63              | Olav Kooij (NED)         | DNF             |
| 64              | Timo Roosen (NED)        | 74.             |
| 65              | Tosh Van der Sande (BEL) | 94.             |
| 66              | Tim van Dijke (NED)      | 122.            |
| 67              | Christophe Laporte (FRA) | 1.              |

| Ineos Grenadiers IGD | Ineos Grenadiers IGD   | Ineos Grenadiers IGD |
| -------------------- | ---------------------- | -------------------- |
| Nr.                  | Rytter                 | Placering            |
| 71                   | Tom Pidcock (GBR)      | 11.                  |
| 72                   | Kim Heiduk (GER)       | 115.                 |
| 73                   | Jhonatan Narváez (ECU) | 32.                  |
| 74                   | Filippo Ganna (ITA)    | 91.                  |
| 75                   | Ben Turner (GBR)       | 80.                  |
| 76                   | Magnus Sheffield (USA) | 52.                  |
| 77                   | Connor Swift (GBR)     | 73.                  |

| Soudal Quick-Step SOQ | Soudal Quick-Step SOQ        | Soudal Quick-Step SOQ |
| --------------------- | ---------------------------- | --------------------- |
| Nr.                   | Rytter                       | Placering             |
| 81                    | Julian Alaphilippe (FRA)     | 29.                   |
| 82                    | Davide Ballerini (ITA)       | 7.                    |
| 83                    | Jannik Steimle (GER)         | 102.                  |
| 84                    | Bert Van Lerberghe (BEL)     | 85.                   |
| 85                    | Tim Merlier (BEL) (landevej) | DNF                   |
| 86                    | Casper Pedersen (DEN)        | 63.                   |
| 87                    | Stan Van Tricht (BEL)        | 54.                   |

| Groupama-FDJ GFC | Groupama-FDJ GFC       | Groupama-FDJ GFC |
| ---------------- | ---------------------- | ---------------- |
| Nr.              | Rytter                 | Placering        |
| 91               | Stefan Küng (SUI)      | 23.              |
| 92               | Lewis Askey (GBR)      | 50.              |
| 93               | Kevin Geniets (LUX)    | 142.             |
| 94               | Olivier Le Gac (FRA)   | 24.              |
| 95               | Fabian Lienhard (SUI)  | 76.              |
| 96               | Valentin Madouas (FRA) | 28.              |
| 97               | Jake Stewart (GBR)     | 88.              |

| Trek-Segafredo TFS | Trek-Segafredo TFS             | Trek-Segafredo TFS |
| ------------------ | ------------------------------ | ------------------ |
| Nr.                | Rytter                         | Placering          |
| 101                | Mads Pedersen (DEN)            | 5.                 |
| 102                | Emīls Liepiņš (LAT) (landevej) | 114.               |
| 103                | Mathias Vacek (CZE)            | 59.                |
| 104                | Daan Hoole (NED)               | 118.               |
| 105                | Alex Kirsch (LUX)              | 45.                |
| 106                | Jasper Stuyven (BEL)           | 34.                |
| 107                | Edward Theuns (BEL)            | 33.                |

| EF Education-EasyPost EFE | EF Education-EasyPost EFE | EF Education-EasyPost EFE |
| ------------------------- | ------------------------- | ------------------------- |
| Nr.                       | Rytter                    | Placering                 |
| 111                       | Alberto Bettiol (ITA)     | DNS                       |
| 112                       | Stefan Bissegger (SUI)    | DNF                       |
| 113                       | Thomas Scully (NZL)       | 96.                       |
| 114                       | Mikkel Honoré (DEN)       | 22.                       |
| 115                       | Jonas Rutsch (GER)        | 51.                       |
| 116                       | Neilson Powless (USA)     | 3.                        |
| 117                       | Julius van den Berg (NED) | 77.                       |

| Team Jayco AlUla JAY | Team Jayco AlUla JAY   | Team Jayco AlUla JAY |
| -------------------- | ---------------------- | -------------------- |
| Nr.                  | Rytter                 | Placering            |
| 121                  | Michael Matthews (AUS) | 20.                  |
| 122                  | Blake Quick (AUS)      | DNF                  |
| 123                  | Luka Mezgec (SLO)      | DNF                  |
| 124                  | Kelland O'Brien (AUS)  | 36.                  |
| 125                  | Zdeněk Štybar (CZE)    | DNF                  |
| 126                  | Luke Durbridge (AUS)   | 81.                  |
| 127                  | Elmar Reinders (NED)   | 121.                 |

| Movistar Team MOV | Movistar Team MOV           | Movistar Team MOV |
| ----------------- | --------------------------- | ----------------- |
| Nr.               | Rytter                      | Placering         |
| 131               | Fernando Gaviria (COL)      | 92.               |
| 132               | Vinicius Rangel Costa (BRA) | 129.              |
| 133               | Mathias Norsgaard (DEN)     | 46.               |
| 134               | Juri Hollmann (GER)         | 86.               |
| 135               | Oier Lazkano (ESP)          | 2.                |
| 136               | Lluís Mas (ESP)             | DNF               |
| 137               | Iván Romeo (ESP)            | 130.              |

| Team DSM DSM | Team DSM DSM          | Team DSM DSM |
| ------------ | --------------------- | ------------ |
| Nr.          | Rytter                | Placering    |
| 141          | John Degenkolb (GER)  | 15.          |
| 142          | Pavel Bittner (CZE)   | DNF          |
| 143          | Nils Eekhoff (NED)    | DNF          |
| 144          | Leon Heinschke (GER)  | 39.          |
| 145          | Sam Welsford (AUS)    | 113.         |
| 146          | Sean Flynn (GBR)      | 57.          |
| 147          | Kevin Vermaerke (USA) | DNS          |

| Cofidis COF | Cofidis COF            | Cofidis COF |
| ----------- | ---------------------- | ----------- |
| Nr.         | Rytter                 | Placering   |
| 151         | Piet Allegaert (BEL)   | 126.        |
| 152         | Simone Consonni (ITA)  | DNF         |
| 153         | Wesley Kreder (NED)    | 128.        |
| 154         | Christophe Noppe (BEL) | DNF         |
| 155         | Axel Zingle (FRA)      | 12.         |
| 156         | Alexis Renard (FRA)    | 103.        |
| 157         | Max Walscheid (GER)    | 98.         |

| Arkéa-Samsic ARK | Arkéa-Samsic ARK      | Arkéa-Samsic ARK |
| ---------------- | --------------------- | ---------------- |
| Nr.              | Rytter                | Placering        |
| 161              | Jenthe Biermans (BEL) | 104.             |
| 162              | David Dekker (NED)    | 123.             |
| 163              | Kévin Ledanois (FRA)  |                  |
| 164              | Matis Louvel (FRA)    | 25.              |
| 165              | Daniel McLay (GBR)    | 95.              |
| 166              | Luca Mozzato (ITA)    | 140.             |
| 167              | Andrij Ponomar (UKR)  | DNS              |

| Intermarché-Circus-Wanty ICW | Intermarché-Circus-Wanty ICW | Intermarché-Circus-Wanty ICW |
| ---------------------------- | ---------------------------- | ---------------------------- |
| Nr.                          | Rytter                       | Placering                    |
| 171                          | Aimé De Gendt (BEL)          | 97.                          |
| 172                          | Gerben Thijssen (BEL)        | 125.                         |
| 173                          | Hugo Page (FRA)              | 137.                         |
| 174                          | Baptiste Planckaert (BEL)    | 93.                          |
| 175                          | Taco van der Hoorn (NED)     | 65.                          |
| 176                          | Sven Erik Bystrøm (NOR)      | 62.                          |
| 177                          | Adrien Petit (FRA)           | DNF                          |

| Lotto Dstny LTD | Lotto Dstny LTD                   | Lotto Dstny LTD |
| --------------- | --------------------------------- | --------------- |
| Nr.             | Rytter                            | Placering       |
| 181             | Arnaud De Lie (BEL)               | 6.              |
| 182             | Cedric Beullens (BEL)             | 112.            |
| 183             | Pascal Eenkhoorn (NED) (landevej) | 35.             |
| 184             | Jasper De Buyst (BEL)             | 41.             |
| 185             | Caleb Ewan (AUS)                  | 83.             |
| 186             | Frederik Frison (BEL)             | 40.             |
| 187             | Sébastien Grignard (BEL)          | 78.             |

| Israel-Premier Tech IPT | Israel-Premier Tech IPT | Israel-Premier Tech IPT |
| ----------------------- | ----------------------- | ----------------------- |
| Nr.                     | Rytter                  | Placering               |
| 191                     | Sep Vanmarcke (BEL)     | DNF                     |
| 192                     | Hugo Houle (CAN)        | 87.                     |
| 193                     | Krists Neilands (LAT)   | 21.                     |
| 194                     | Guillaume Boivin (CAN)  | 9.                      |
| 195                     | Jens Reynders (BEL)     | DNF                     |
| 196                     | Tom Van Asbroeck (BEL)  | 49.                     |
| 197                     | Omer Goldstein (ISR)    | 68.                     |

| Uno-X Pro Cycling Team UXT | Uno-X Pro Cycling Team UXT     | Uno-X Pro Cycling Team UXT |
| -------------------------- | ------------------------------ | -------------------------- |
| Nr.                        | Rytter                         | Placering                  |
| 201                        | Alexander Kristoff (NOR)       | 27.                        |
| 202                        | Louis Bendixen (DEN)           | 82.                        |
| 203                        | Kristoffer Halvorsen (NOR)     | DNF                        |
| 204                        | William Blume Levy (DEN)       | 110.                       |
| 205                        | Martin Bugge Urianstad (NOR)   | 56.                        |
| 206                        | Rasmus Tiller (NOR) (landevej) | 43.                        |
| 207                        | Søren Wærenskjold (NOR)        | 14.                        |

| TotalEnergies TEN | TotalEnergies TEN          | TotalEnergies TEN |
| ----------------- | -------------------------- | ----------------- |
| Nr.               | Rytter                     | Placering         |
| 211               | Edvald Boasson Hagen (NOR) | 67.               |
| 212               | Dries Van Gestel (BEL)     | 16.               |
| 213               | Thomas Bonnet (FRA)        | 134.              |
| 214               | Sandy Dujardin (FRA)       | 61.               |
| 215               | Émilien Jeannière (FRA)    | 135.              |
| 216               | Geoffrey Soupe (FRA)       | DNS               |
| 217               | Anthony Turgis (FRA)       | 138.              |

| Bingoal WB BWB | Bingoal WB BWB                 | Bingoal WB BWB |
| -------------- | ------------------------------ | -------------- |
| Nr.            | Rytter                         | Placering      |
| 221            | Guillaume Van Keirsbulck (BEL) | 109.           |
| 222            | Ceriel Desal (BEL)             | 105.           |
| 223            | Louis Blouwe (BEL)             | 101.           |
| 224            | Julian Mertens (BEL)           | 66.            |
| 225            | Ludovic Robeet (BEL)           | 131.           |
| 226            | Luca Van Boven (BEL)           | 69.            |
| 227            | Dorian de Maeght (BEL)         | DNF            |

| Q36.5 Pro Cycling Team Q36 | Q36.5 Pro Cycling Team Q36 | Q36.5 Pro Cycling Team Q36 |
| -------------------------- | -------------------------- | -------------------------- |
| Nr.                        | Rytter                     | Placering                  |
| 231                        | Jack Bauer (NZL)           | 108.                       |
| 232                        | Filippo Colombo (SUI)      | 60.                        |
| 233                        | Kamil Małecki (POL)        | 111.                       |
| 234                        | Alessandro Fedeli (ITA)    | 47.                        |
| 235                        | Matteo Moschetti (ITA)     | 139.                       |
| 236                        | Nicolò Parisini (ITA)      | 141.                       |
| 237                        | Nickolas Zukowsky (CAN)    | 48.                        |

| Team Flanders-Baloise TFB | Team Flanders-Baloise TFB | Team Flanders-Baloise TFB |
| ------------------------- | ------------------------- | ------------------------- |
| Nr.                       | Rytter                    | Placering                 |
| 241                       | Alex Colman (BEL)         | 71.                       |
| 242                       | Lindsay De Vylder (BEL)   | 53.                       |
| 243                       | Tuur Dens (BEL)           | 127.                      |
| 244                       | Gilles De Wilde (BEL)     | 106.                      |
| 245                       | Noah Vandenbranden (BEL)  | 132.                      |
| 246                       | Vincent Van Hemelen (BEL) | DNF                       |
| 247                       | Ward Vanhoof (BEL)        | 38.                       |

| Alpecin-Deceuninck ADC | Alpecin-Deceuninck ADC      | Alpecin-Deceuninck ADC |
| ---------------------- | --------------------------- | ---------------------- |
| Nr.                    | Rytter                      | Placering              |
| 1                      | Jasper Philipsen (BEL)      | 4.                     |
| 2                      | Quinten Hermans (BEL)       | 30.                    |
| 3                      | Dries De Bondt (BEL)        | 58.                    |
| 4                      | Edward Planckaert (BEL)     | 31.                    |
| 5                      | Robbe Ghys (BEL)            | 120.                   |
| 6                      | Ramon Sinkeldam (NED)       | 64.                    |
| 7                      | Fabio Van den Bossche (BEL) | 133.                   |

| AG2R Citroën Team ACT | AG2R Citroën Team ACT     | AG2R Citroën Team ACT |
| --------------------- | ------------------------- | --------------------- |
| Nr.                   | Rytter                    | Placering             |
| 11                    | Greg Van Avermaet (BEL)   | 89.                   |
| 12                    | Pierre Gautherat (FRA)    | DNF                   |
| 13                    | Lawrence Naesen (BEL)     | DNF                   |
| 14                    | Oliver Naesen (BEL)       | 84.                   |
| 15                    | Damien Touzé (FRA)        | 90.                   |
| 16                    | Valentin Retailleau (FRA) | 136.                  |
| 17                    | Stan Dewulf (BEL)         | 13.                   |

| Astana Qazaqstan Team AST | Astana Qazaqstan Team AST        | Astana Qazaqstan Team AST |
| ------------------------- | -------------------------------- | ------------------------- |
| Nr.                       | Rytter                           | Placering                 |
| 21                        | Igor Tjzhan (KAZ)                | DNF                       |
| 22                        | Jevgenij Giditj (KAZ) (landevej) | DNF                       |
| 23                        | Jevgenij Fedorov (KAZ)           | 100.                      |
| 24                        | Dmitrij Gruzdev (KAZ)            | 119.                      |
| 25                        | Nurbergen Nurlykhassym (KAZ)     | DNF                       |
| 26                        | Martin Laas (EST)                | DNF                       |
| 27                        | Gleb Syritsa                     | 99.                       |

| Bora-Hansgrohe BOH | Bora-Hansgrohe BOH           | Bora-Hansgrohe BOH |
| ------------------ | ---------------------------- | ------------------ |
| Nr.                | Rytter                       | Placering          |
| 31                 | Nils Politt (GER) (landevej) | 10.                |
| 32                 | Shane Archbold (NZL)         | DNF                |
| 33                 | Patrick Gamper (AUT)         | 117.               |
| 34                 | Marco Haller (AUT)           | 44.                |
| 35                 | Jonas Koch (GER)             | 75.                |
| 36                 | Danny van Poppel (NED)       | 18.                |
| 37                 | Jordi Meeus (BEL)            | 37.                |

| Bahrain Victorious TBV | Bahrain Victorious TBV | Bahrain Victorious TBV |
| ---------------------- | ---------------------- | ---------------------- |
| Nr.                    | Rytter                 | Placering              |
| 41                     | Andrea Pasqualon (ITA) | 8.                     |
| 42                     | Matevž Govekar (SLO)   | DNF                    |
| 43                     | Filip Maciejuk (POL)   | 70.                    |
| 44                     | Kamil Gradek (POL)     | DNF                    |
| 45                     | Dušan Rajović (SRB)    | 55.                    |
| 46                     | Cameron Scott (AUS)    | 116.                   |
| 47                     | Fred Wright (GBR)      | 19.                    |

| UAE Team Emirates UAD | UAE Team Emirates UAD      | UAE Team Emirates UAD |
| --------------------- | -------------------------- | --------------------- |
| Nr.                   | Rytter                     | Placering             |
| 51                    | Pascal Ackermann (GER)     | DNF                   |
| 52                    | Sjoerd Bax (NED)           | 72.                   |
| 53                    | Mikkel Bjerg (DEN)         | 37.                   |
| 54                    | Ryan Gibbons (RSA)         | 107.                  |
| 55                    | Vegard Stake Laengen (NOR) | 79.                   |
| 56                    | Matteo Trentin (ITA)       | 17.                   |
| 57                    | Tim Wellens (BEL)          | 42.                   |

| Jumbo-Visma TJV | Jumbo-Visma TJV          | Jumbo-Visma TJV |
| --------------- | ------------------------ | --------------- |
| Nr.             | Rytter                   | Placering       |
| 61              | Edoardo Affini (ITA)     | DNF             |
| 62              | Tiesj Benoot (BEL)       | 26.             |
| 63              | Olav Kooij (NED)         | DNF             |
| 64              | Timo Roosen (NED)        | 74.             |
| 65              | Tosh Van der Sande (BEL) | 94.             |
| 66              | Tim van Dijke (NED)      | 122.            |
| 67              | Christophe Laporte (FRA) | 1.              |

| Ineos Grenadiers IGD | Ineos Grenadiers IGD   | Ineos Grenadiers IGD |
| -------------------- | ---------------------- | -------------------- |
| Nr.                  | Rytter                 | Placering            |
| 71                   | Tom Pidcock (GBR)      | 11.                  |
| 72                   | Kim Heiduk (GER)       | 115.                 |
| 73                   | Jhonatan Narváez (ECU) | 32.                  |
| 74                   | Filippo Ganna (ITA)    | 91.                  |
| 75                   | Ben Turner (GBR)       | 80.                  |
| 76                   | Magnus Sheffield (USA) | 52.                  |
| 77                   | Connor Swift (GBR)     | 73.                  |

| Soudal Quick-Step SOQ | Soudal Quick-Step SOQ        | Soudal Quick-Step SOQ |
| --------------------- | ---------------------------- | --------------------- |
| Nr.                   | Rytter                       | Placering             |
| 81                    | Julian Alaphilippe (FRA)     | 29.                   |
| 82                    | Davide Ballerini (ITA)       | 7.                    |
| 83                    | Jannik Steimle (GER)         | 102.                  |
| 84                    | Bert Van Lerberghe (BEL)     | 85.                   |
| 85                    | Tim Merlier (BEL) (landevej) | DNF                   |
| 86                    | Casper Pedersen (DEN)        | 63.                   |
| 87                    | Stan Van Tricht (BEL)        | 54.                   |

| Groupama-FDJ GFC | Groupama-FDJ GFC       | Groupama-FDJ GFC |
| ---------------- | ---------------------- | ---------------- |
| Nr.              | Rytter                 | Placering        |
| 91               | Stefan Küng (SUI)      | 23.              |
| 92               | Lewis Askey (GBR)      | 50.              |
| 93               | Kevin Geniets (LUX)    | 142.             |
| 94               | Olivier Le Gac (FRA)   | 24.              |
| 95               | Fabian Lienhard (SUI)  | 76.              |
| 96               | Valentin Madouas (FRA) | 28.              |
| 97               | Jake Stewart (GBR)     | 88.              |

| Trek-Segafredo TFS | Trek-Segafredo TFS             | Trek-Segafredo TFS |
| ------------------ | ------------------------------ | ------------------ |
| Nr.                | Rytter                         | Placering          |
| 101                | Mads Pedersen (DEN)            | 5.                 |
| 102                | Emīls Liepiņš (LAT) (landevej) | 114.               |
| 103                | Mathias Vacek (CZE)            | 59.                |
| 104                | Daan Hoole (NED)               | 118.               |
| 105                | Alex Kirsch (LUX)              | 45.                |
| 106                | Jasper Stuyven (BEL)           | 34.                |
| 107                | Edward Theuns (BEL)            | 33.                |

| EF Education-EasyPost EFE | EF Education-EasyPost EFE | EF Education-EasyPost EFE |
| ------------------------- | ------------------------- | ------------------------- |
| Nr.                       | Rytter                    | Placering                 |
| 111                       | Alberto Bettiol (ITA)     | DNS                       |
| 112                       | Stefan Bissegger (SUI)    | DNF                       |
| 113                       | Thomas Scully (NZL)       | 96.                       |
| 114                       | Mikkel Honoré (DEN)       | 22.                       |
| 115                       | Jonas Rutsch (GER)        | 51.                       |
| 116                       | Neilson Powless (USA)     | 3.                        |
| 117                       | Julius van den Berg (NED) | 77.                       |

| Team Jayco AlUla JAY | Team Jayco AlUla JAY   | Team Jayco AlUla JAY |
| -------------------- | ---------------------- | -------------------- |
| Nr.                  | Rytter                 | Placering            |
| 121                  | Michael Matthews (AUS) | 20.                  |
| 122                  | Blake Quick (AUS)      | DNF                  |
| 123                  | Luka Mezgec (SLO)      | DNF                  |
| 124                  | Kelland O'Brien (AUS)  | 36.                  |
| 125                  | Zdeněk Štybar (CZE)    | DNF                  |
| 126                  | Luke Durbridge (AUS)   | 81.                  |
| 127                  | Elmar Reinders (NED)   | 121.                 |

| Movistar Team MOV | Movistar Team MOV           | Movistar Team MOV |
| ----------------- | --------------------------- | ----------------- |
| Nr.               | Rytter                      | Placering         |
| 131               | Fernando Gaviria (COL)      | 92.               |
| 132               | Vinicius Rangel Costa (BRA) | 129.              |
| 133               | Mathias Norsgaard (DEN)     | 46.               |
| 134               | Juri Hollmann (GER)         | 86.               |
| 135               | Oier Lazkano (ESP)          | 2.                |
| 136               | Lluís Mas (ESP)             | DNF               |
| 137               | Iván Romeo (ESP)            | 130.              |

| Team DSM DSM | Team DSM DSM          | Team DSM DSM |
| ------------ | --------------------- | ------------ |
| Nr.          | Rytter                | Placering    |
| 141          | John Degenkolb (GER)  | 15.          |
| 142          | Pavel Bittner (CZE)   | DNF          |
| 143          | Nils Eekhoff (NED)    | DNF          |
| 144          | Leon Heinschke (GER)  | 39.          |
| 145          | Sam Welsford (AUS)    | 113.         |
| 146          | Sean Flynn (GBR)      | 57.          |
| 147          | Kevin Vermaerke (USA) | DNS          |

| Cofidis COF | Cofidis COF            | Cofidis COF |
| ----------- | ---------------------- | ----------- |
| Nr.         | Rytter                 | Placering   |
| 151         | Piet Allegaert (BEL)   | 126.        |
| 152         | Simone Consonni (ITA)  | DNF         |
| 153         | Wesley Kreder (NED)    | 128.        |
| 154         | Christophe Noppe (BEL) | DNF         |
| 155         | Axel Zingle (FRA)      | 12.         |
| 156         | Alexis Renard (FRA)    | 103.        |
| 157         | Max Walscheid (GER)    | 98.         |

| Arkéa-Samsic ARK | Arkéa-Samsic ARK      | Arkéa-Samsic ARK |
| ---------------- | --------------------- | ---------------- |
| Nr.              | Rytter                | Placering        |
| 161              | Jenthe Biermans (BEL) | 104.             |
| 162              | David Dekker (NED)    | 123.             |
| 163              | Kévin Ledanois (FRA)  |                  |
| 164              | Matis Louvel (FRA)    | 25.              |
| 165              | Daniel McLay (GBR)    | 95.              |
| 166              | Luca Mozzato (ITA)    | 140.             |
| 167              | Andrij Ponomar (UKR)  | DNS              |

| Intermarché-Circus-Wanty ICW | Intermarché-Circus-Wanty ICW | Intermarché-Circus-Wanty ICW |
| ---------------------------- | ---------------------------- | ---------------------------- |
| Nr.                          | Rytter                       | Placering                    |
| 171                          | Aimé De Gendt (BEL)          | 97.                          |
| 172                          | Gerben Thijssen (BEL)        | 125.                         |
| 173                          | Hugo Page (FRA)              | 137.                         |
| 174                          | Baptiste Planckaert (BEL)    | 93.                          |
| 175                          | Taco van der Hoorn (NED)     | 65.                          |
| 176                          | Sven Erik Bystrøm (NOR)      | 62.                          |
| 177                          | Adrien Petit (FRA)           | DNF                          |

| Lotto Dstny LTD | Lotto Dstny LTD                   | Lotto Dstny LTD |
| --------------- | --------------------------------- | --------------- |
| Nr.             | Rytter                            | Placering       |
| 181             | Arnaud De Lie (BEL)               | 6.              |
| 182             | Cedric Beullens (BEL)             | 112.            |
| 183             | Pascal Eenkhoorn (NED) (landevej) | 35.             |
| 184             | Jasper De Buyst (BEL)             | 41.             |
| 185             | Caleb Ewan (AUS)                  | 83.             |
| 186             | Frederik Frison (BEL)             | 40.             |
| 187             | Sébastien Grignard (BEL)          | 78.             |

| Israel-Premier Tech IPT | Israel-Premier Tech IPT | Israel-Premier Tech IPT |
| ----------------------- | ----------------------- | ----------------------- |
| Nr.                     | Rytter                  | Placering               |
| 191                     | Sep Vanmarcke (BEL)     | DNF                     |
| 192                     | Hugo Houle (CAN)        | 87.                     |
| 193                     | Krists Neilands (LAT)   | 21.                     |
| 194                     | Guillaume Boivin (CAN)  | 9.                      |
| 195                     | Jens Reynders (BEL)     | DNF                     |
| 196                     | Tom Van Asbroeck (BEL)  | 49.                     |
| 197                     | Omer Goldstein (ISR)    | 68.                     |

| Uno-X Pro Cycling Team UXT | Uno-X Pro Cycling Team UXT     | Uno-X Pro Cycling Team UXT |
| -------------------------- | ------------------------------ | -------------------------- |
| Nr.                        | Rytter                         | Placering                  |
| 201                        | Alexander Kristoff (NOR)       | 27.                        |
| 202                        | Louis Bendixen (DEN)           | 82.                        |
| 203                        | Kristoffer Halvorsen (NOR)     | DNF                        |
| 204                        | William Blume Levy (DEN)       | 110.                       |
| 205                        | Martin Bugge Urianstad (NOR)   | 56.                        |
| 206                        | Rasmus Tiller (NOR) (landevej) | 43.                        |
| 207                        | Søren Wærenskjold (NOR)        | 14.                        |

| TotalEnergies TEN | TotalEnergies TEN          | TotalEnergies TEN |
| ----------------- | -------------------------- | ----------------- |
| Nr.               | Rytter                     | Placering         |
| 211               | Edvald Boasson Hagen (NOR) | 67.               |
| 212               | Dries Van Gestel (BEL)     | 16.               |
| 213               | Thomas Bonnet (FRA)        | 134.              |
| 214               | Sandy Dujardin (FRA)       | 61.               |
| 215               | Émilien Jeannière (FRA)    | 135.              |
| 216               | Geoffrey Soupe (FRA)       | DNS               |
| 217               | Anthony Turgis (FRA)       | 138.              |

| Bingoal WB BWB | Bingoal WB BWB                 | Bingoal WB BWB |
| -------------- | ------------------------------ | -------------- |
| Nr.            | Rytter                         | Placering      |
| 221            | Guillaume Van Keirsbulck (BEL) | 109.           |
| 222            | Ceriel Desal (BEL)             | 105.           |
| 223            | Louis Blouwe (BEL)             | 101.           |
| 224            | Julian Mertens (BEL)           | 66.            |
| 225            | Ludovic Robeet (BEL)           | 131.           |
| 226            | Luca Van Boven (BEL)           | 69.            |
| 227            | Dorian de Maeght (BEL)         | DNF            |

| Q36.5 Pro Cycling Team Q36 | Q36.5 Pro Cycling Team Q36 | Q36.5 Pro Cycling Team Q36 |
| -------------------------- | -------------------------- | -------------------------- |
| Nr.                        | Rytter                     | Placering                  |
| 231                        | Jack Bauer (NZL)           | 108.                       |
| 232                        | Filippo Colombo (SUI)      | 60.                        |
| 233                        | Kamil Małecki (POL)        | 111.                       |
| 234                        | Alessandro Fedeli (ITA)    | 47.                        |
| 235                        | Matteo Moschetti (ITA)     | 139.                       |
| 236                        | Nicolò Parisini (ITA)      | 141.                       |
| 237                        | Nickolas Zukowsky (CAN)    | 48.                        |

| Team Flanders-Baloise TFB | Team Flanders-Baloise TFB | Team Flanders-Baloise TFB |
| ------------------------- | ------------------------- | ------------------------- |
| Nr.                       | Rytter                    | Placering                 |
| 241                       | Alex Colman (BEL)         | 71.                       |
| 242                       | Lindsay De Vylder (BEL)   | 53.                       |
| 243                       | Tuur Dens (BEL)           | 127.                      |
| 244                       | Gilles De Wilde (BEL)     | 106.                      |
| 245                       | Noah Vandenbranden (BEL)  | 132.                      |
| 246                       | Vincent Van Hemelen (BEL) | DNF                       |
| 247                       | Ward Vanhoof (BEL)        | 38.                       |